# Phaneromerium laticeps
Phaneromerium laticeps är en mångfotingart som beskrevs av Kraus 1954. Phaneromerium laticeps ingår i släktet Phaneromerium och familjen Fuhrmannodesmidae. Inga underarter finns listade i Catalogue of Life.